# Bakóca
Bakóca je malá vesnice v Maďarsku v župě Baranya, spadající pod okres Hegyhát. Nachází se pod pohořím Zselic, asi 12 km jihozápadně od Sásdu. V roce 2015 zde žilo 269 obyvatel, z nichž jsou (dle údajů z roku 2011) 96,7 % Maďaři, 11,1 % Romové a 0,7 % Němci.
Sousedními vesnicemi jsou Kisbeszterce a Mindszentgodisa.